# 张梁
张梁（？—184年），钜鹿（今河北平乡）人，东汉末黄巾起义領導人之一，张角與張寶之弟。

连环画《三国演义》（1957年版）中的张梁画像

## 生平
光和七年（184年）随兄起事，太平道徒眾称为“人公将军”。遭到朝廷所派左中郎将皇甫嵩进攻时，张梁率三萬大军於广宗（今河北威县）进行反击。後因警戒疏忽，遭皇甫嵩率軍夜襲，被皇甫嵩和曹操圍攻，連敗七陣，其率領的義軍倉猝應戰，義軍被擊潰，張梁戰死。本部士兵皆被坑杀。至此，黄巾起义宣告失败。

## 登場作品
- 《蒼天航路》（王欣太）
- 《火鳳燎原》（陳某）:設定為南華八怪之一，已死並無登場僅名字提及，於外傳小說《黃巾》的主角之一。
- 《三國殺》
- 《[臥龍-蒼天殞落］》

## 相關
- 黃巾之亂
- 太平道 (宗教)